# Winston Stanley
Pour les articles homonymes, voir Stanley.
Pas d'image ? Cliquez ici

a Compétitions nationales et continentales officielles uniquement.

b Matchs officiels uniquement.
Dernière mise à jour le 30 janvier 2017.
Winston Ulysses Stanley, né le 17 juillet 1974 à Victoria (Province de la Colombie-Britannique, Canada), est un ancien joueur de rugby à XV canadien qui a joué avec l'équipe du Canada entre 1994 et 2003, évoluant au poste d'ailier (1,85 m pour 83,5 kg). En 2016, il est avec 24 essais marqués le recordman de l'équipe du Canada et le troisième joueur le plus capé avec 66 sélections.

## Carrière

### Clubs successifs
- Velox-Valhallians (Victoria)
- Leicester Tigers
- Leeds Carnegie

### Équipe nationale
Il a obtenu sa première cape internationale le 21 mai 1994 contre l'équipe des États-Unis à Long Beach (État de Californie, États-Unis), et sa dernière cape le 29 octobre 2003 contre l'équipe des Tonga à Wollongong (État de Nouvelle-Galles du Sud, Australie).
Il a joué 9 matchs dans 3 Coupes du monde (1995, 1999 et 2003).
Au moment où il met un terme à sa carrière internationale en 2003, il est le meilleur marqueur d'essais du Canada avec 24 et le deuxième joueur canadien en termes de matchs disputés avec la sélection.

## Palmarès

### En club
- Vainqueur du Championnat d'Angleterre en 2001 avec Leicester Tigers

### En sélection nationale
- 66 sélections (64 fois titulaire, 2 fois remplaçant)
- 123 points (24 essais, 1 drop)
- Sélections par année : 2 en 1994, 7 en 1995, 5 en 1996, 7 en 1997, 6 en 1998, 10 en 1999, 8 en 2000, 2 en 2001, 9 en 2002, 10 en 2003

En Coupe du monde : 
- 1995 : 3 sélections (Roumanie, Australie, Afrique du Sud)
- 1999 : 3 sélections (France, Fidji, Namibie)
- 2003 : 3 sélections (pays de Galles, Italie, Tonga)